# حبيل التمائم (طور الباحة)

تعديل مصدري - تعديل

حبيل التمائم هي إحدى قرى عزلة طور الباحة بمديرية طور الباحة التابعة لمحافظة لحج، بلغ تعداد سكانها 61 نسمة حسب تعداد اليمن لعام 2004.